# Kagoes
De kagoes (Rhynochetos) is een geslacht van vogels uit de familie van de Rhynochetidae. De wetenschappelijke naam van het geslacht is voor het eerst geldig gepubliceerd in 1860 door Verreaux & Des Murs.

## Soorten
De volgende soorten zijn bij het geslacht ingedeeld:
- Rhynochetos jubatus – Kagoe[1]
- †Rhynochetos orarius Balouet & Olson, 1989 Uitgestorven soort, alleen als fossiel.[2]

## Taxonomie
De familie werd traditioneel gezien als een mogelijke verwant van de reigers en roerdompen (Ardeidae), maar modern DNA-onderzoek laat zien dat de kagoes een zustergroep zijn van de familie Eurypygidae met als enige levende soort de zonneral. De zonneral en kagoes worden dan samen in de orde Eurypygiformes geplaatst die een zustergroep is van de nachtzwaluwen, gierzwaluwen en kolibries. 